# Orangefarbenes Berufkraut
Das Orangefarbene Berufkraut (Erigeron aurantiacus) ist eine Pflanzenart aus der Familie der Korbblütler (Asteraceae).

## Beschreibung
Das Orangefarbene Berufkraut ist eine ausdauernde krautige Pleiokormpolsterpflanze, die Wuchshöhen von 20 bis 30 Zentimeter erreicht. Der Stängel ist dicht mit abstehenden lagen Haaren bedeckt. Die Blätter sind ganzrandig. Die unteren Blätter sind länglich-lanzettlich oder spatelförmig und lang gestielt. Die 7 bis 17 Stängelblätter sind halbstängelumfassend und lanzettlich. Die Blütenköpfe sind einzeln oder zu 2 bis 4 angeordnet und haben einen Durchmesser von 2,5 bis 4 Zentimeter. Die Strahlblüten sind 1 bis 1,4 Millimeter breit, mehrreihig und meist orangerot, selten gelb oder ziegelrot. Die Scheibenblüten sind gelb.
Die Blütezeit reicht von Juli bis August.

## Vorkommen
Das Orangefarbene Berufkraut kommt in Mittel-Asien im Dsungarischen Alatau und im Tian Shan auf alpinen Rasen und in subalpinen Gehölzen in Höhenlagen von 2100 bis 3800 Meter vor. Sein Verbreitungsgebiet fällt in die Länder Kasachstan, Kirgisistan und Xinjiang.

## Nutzung
Das Orangefarbene Berufkraut wird zerstreut als Zierpflanze für Steingärten genutzt. Die Art ist seit spätestens 1879 in Kultur. Es gibt zahlreiche Hybridsorten.